# ملانیا گرگو
ملانیا گرگو (ایتالیایی: Melania Grego؛ زادهٔ ۱۹ ژوئن ۱۹۷۳) بازیکن واترپلو اهل ایتالیا است.
وی همچنین برندهٔ جوایزی همچون نشان شایستگی از جمهوری ایتالیا شده‌است.
وی در مسابقات کشوری و بین‌المللی در مجموع برندهٔ ۴ مدال طلا، ۱ مدال نقره، ۱ مدال برنز شده‌است.